# Cordia alliodora
Espèce
Synonymes
- Cerdana alliodora Ruiz & Pav.[1] - Basionyme
- Cordia alliodora (Ruiz & Pav.) Cham.
- Cordia alliodora (Ruiz & Pav.) Cham. ex A. DC.
- Cordia alliodora fo. albotomentosa Chodat & Hassl.
- Cordia alliodora var. boliviana Chodat & Vischer
- Cordia alliodora var. glabra A. DC.
- Cordia alliodora var. tomentosa A. DC.
- Cordia andina Chodat
- Cordia cerdana Roem. & Schult.
- Cordia chamissoniana var. complicata Chodat
- Cordia cujabensis Silva Manso & Lhotsky
- Cordia gerascanthus fo. martinicensis Chodat
- Cordia gerascanthus Jacq.
- Cordia gerascanthus var. subcanescens A. DC.
- Cordia goudotii Chodat
- Cordia rusbyi Britton ex Rusby
- Cordia velutina Mart.
- Gerascanthus alliodorus (Ruiz & Pav.) Borhidi
- Gerascanthus alliodorus (Ruiz & Pav.) M. Kuhlm. & Mattos
- Gerascanthus cujabensis (Silva Manso & Lhotsky) Borhidi
- Lithocardium alliodorum (Ruiz & Pav.) Kuntze
- Lithocardium cujabense (Silva Manso & Lhotsky) Kuntze
- Varronia tuberosa Sessé & Moc.[2]

Cordia alliodora est une espèce de plantes à fleurs de la famille des Boraginaceae. C'est un arbre pouvant atteindre une hauteur de 35 mètres en Amérique Centrale et dépasser 50 mètres en Guyane, appartenant à la famille des Boraginacées (famille de la bourrache) et d'origine néotropicale (du Sud du Mexique au Nord de l'Argentine). 
Appelé cèdre Sam en Guyane, ou encore Spanish Elm, Ecuador Laurel, cypre, salmwood dans le monde anglophone, c'est un des différents Cordia arborescents appelés bocote dans le monde hispanophone et son bois est communément appelé freijo ou jennywood (tout comme celui de Cordia goeldiana). 

## Utilisations
Le bois de Cordia alliodora est apprécié pour la fabrication du pont des bateaux, en lutherie (guitare, basse...) et remplace parfois le mahogany ou le teck.
Cet arbre à croissance rapide et produisant un bois de qualité, a été identifié comme une espèce potentiellement intéressante pour la plantation de bois d’œuvre en Guyane où elle est autochtone (une petite population est en effet connue dans la région de Saül).

## Aspects environnementaux
En dehors de son aire d'origine, Cordia alliodora a été identifié comme une espèce invasive problématique (Tonga, Vanuatu),.
Par exemple, dans le milieu des années 1970, au Vanuatu, un programme de plantation forestière axé sur cette espèce a conduit à terme à une perturbation des écosystèmes et des communautés autochtones. L'espèce a été décrite comme une grave nuisance environnementale, car elle prend la place des espèces indigènes dans les forêts naturelles en s'y multipliant à un rythme plus rapide que la récolte. Il est par ailleurs devenu hôte d'une pourriture de la racine liée à Phellinus noxius.